# Karlsburger Au
Die Karlsburger Au ist ein Bach in Schleswig-Holstein. Er verläuft in der Gemeinde Winnemark und mündet in die Schlei.
An der Mündung der Karlsburger Au wurden Anfang 2020 hohe Nitratwerte über 60 mg/l gemessen.
Er beginnt südlich der Bundesstraße 203, unterfließt die Straßen Böllermaas und Mühlenholz und mündet dann in die Schlei.